# Mocidade Independente de Inhaúma
Grêmio Recreativo Escola de Samba Mocidade Independente de Inhaúma é uma escola de samba da cidade do Rio de Janeiro, fundada a 7 de maio de 1995. Possui as cores azul e branco. 
Como muitas escolas de samba, é oriunda de um bloco de enredo filiado à Federação dos Blocos Carnavalescos do Estado do Rio de Janeiro. Desde que passou à escola de samba, desfilou nos grupos inferiores, na Avenida Rio Branco (Rio de Janeiro) e Intendente Magalhães. Durante a década de 1990, já como escola de samba, desfilava também no bairro de Inhaúma (bairro do Rio de Janeiro), na semana seguinte ao carnaval. Seu melhor resultado foi chegar ao Grupo C, ou seja, à quarta divisão do Carnaval.
Desde 2019 encontra-se afastada dos desfiles oficiais.

## História

### Bloco de Enredo
Durante o Carnaval de 1966 houve muita confusão em todos os segmentos da folia. Na Rua Dias da Cruz, o "Bloco Chave de Ouro" do Engenho de Dentro, só teve início às 18h, quando estava programado para as 14h, tendo sido acompanhado por duas viaturas do 25º Distrito policial. O desfile havia sido proibido pela polícia. Antes de se retirar, a polícia agrediu e prendeu Oton de Carvalho, que reagiu no momento em que tentava retirar do local uma alegoria da Mocidade Independente de Inhaúma, segundo Diário de Notícias de 24 de fevereiro de 1966. Naquele ano, a Mocidade obteve a sexta colocação do segundo grupo dos blocos.
Em dezembro de 1966 foi sancionada pelo governador uma lei que tornou o Bloco Carnavalesco e Recreativo Mocidade Independente de Inhaúma como entidade de utilidade pública.

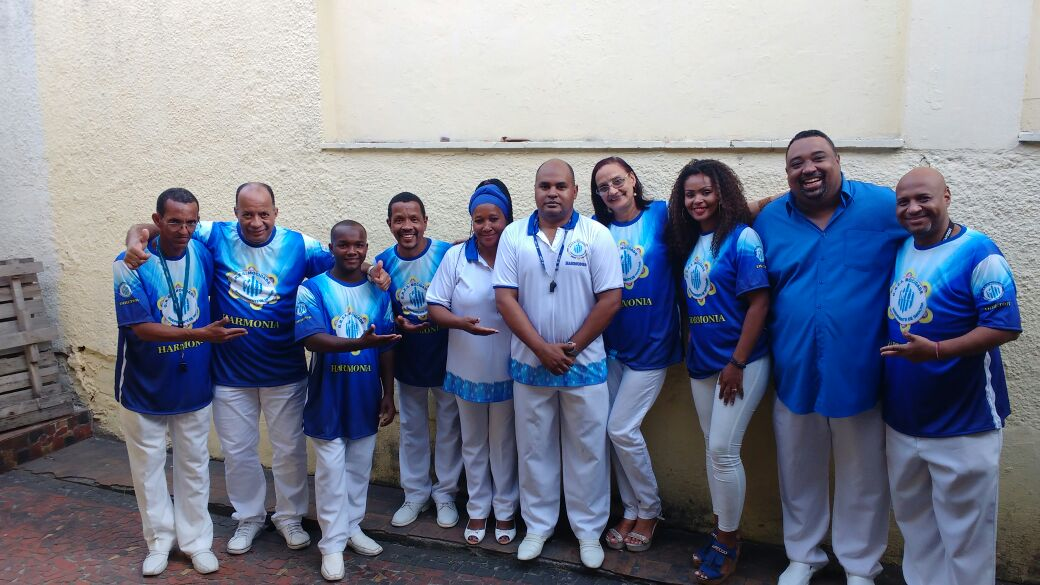
Harmonia da Mocidade Independente de Inhaúma.

No Carnaval de 1982, a agremiação obteve a sétima colocação no primeiro grupo dos blocos de enredo. Sobre o desfile daquele ano, o Jornal do Brasil noticiava que: "O Mocidade Independente de Inhaúma, saudada inoportunamente com fogos de artifício mostrou um dos mais belos abre-alas, com a igreja do Rosário exibindo baianas e pescadores e um samba bonito, Ayè Yê Bahia, entre adereços de coqueiros e os versos Abre a roda moçada / deixa a morena sambar / no compasso dessa roda / eu também quero brincar".
No ano seguinte, 1983 o mesmo jornal informava que "Das 4h às 8h, as arquibancadas quase desertas ficaram indiferentes à passagem do Unidos de Vila Rica, do Bafo do Bode, do Embalo do Catete, do Bafo do Leão. O público só acordou com o desfile do Mocidade Independente de Inhaúma, décimo a se apresentar e cujo enredo, Da Boca do Mato a Vila Isabel, homenageava o cantor e compositor Martinho da Vila. Com o enredo bem desenvolvido e um belo samba, o bloco fez uma apresentação marcante [...]. Neste ano, Elcio PV, da Beija Flor saiu no Mocidade Independente de Inhaúma." Apesar da crítica elogiosa por parte da imprensa, o bloco foi apenas o 13º colocado, sendo rebaixado à segunda divisão dos blocos de enredo. No mesmo ano, em abril, a porta-bandeira do bloco, a telefonista Janete Henriques de Souza, de 38 anos de idade, morreu num assalto à linha de ônibus Caxias x Méier.

### Escola de Samba
Sua transformação em escola de samba ocorreu na década de 1990. Desfilou nesta modalidade carnavalesca pela primeira vez em 1996, onde foi apenas a quinta colocada entre seis escolas de samba, pelo Grupo E, a sexta e última divisão do Carnaval.
Foi campeã do Grupo E no ano seguinte, com o enredo "Sonhar é viver". A outra conquista aconteceu em 2007, também no Grupo E.
Em 2009, com o enredo Um Grito de Liberdade a agremiação ficou em 9°lugar com 155,8 pontos.
Em 2012 prestou uma homenagem ao sambista Jorginho do Império.
Em 2013, devido à unificação dos grupos A e B, que desfilavam na Sapucaí, a Mocidade Independente acabou automaticamente promovida uma divisão. Naquele ano, apresentou um desfile que abordava o cinema infantil.
Em 2014 apresentou diversos problemas em seu desfile,  obtendo uma colocação que lhe rebaixaria, o que no entanto não ocorreu devido à mudança de regulamento para o ano seguinte, em meio à disputa de Moisés Fernandes e Sandro Avelar pelo comando da AESCRJ.
Em 2015 foi a segunda escola a desfilar pelo Grupo D, sob o comando da Lierj, com enredo do carnavalesco estreante Flavio Lins, que falava sobre o Festival de Parintins. Mesmo desfilando debaixo de muita chuva, empolgou o público presente, e obtendo um oitavo lugar. Seu último desfile ocorreu em 2018, quando obteve a 12ª colocação entre 13 escolas pela quinta divisão (Grupo D), e consequente rebaixamento para o grupo de avaliação, perdendo assim a subvenção pública.
A escola de samba chegou a anunciar seu enredo para o carnaval de 2019, mas não desfilou, estando afastada dos desfiles desde então.

## Segmentos

### Presidentes
| Nome                   | Mandato         | Ref.          |
| ---------------------- | --------------- | ------------- |
| Neil Paula Ferreira    | 1996-2005       |               |
| Rubem Otero Junior     | 2005-2007       |               |
| Hildo Ricardo da Silva | 2007-2010       |               |
| Jorge Paixão           | 2010-2012       |               |
| Tercio de Azevedo      | 2012-2015       | [ 14 ] [ 15 ] |
| Cláudio Araújo         | 2015-2017       | [ 16 ]        |
| Neil de Paula          | 2018-atualidade | [ 17 ]        |

### Diretores
| Ano  | Diretor de Carnaval                      | Diretor geral de harmonia | Mestre de bateria                 | Ref.   |
| ---- | ---------------------------------------- | ------------------------- | --------------------------------- | ------ |
| 2011 |                                          |                           | Neguetti                          | [ 18 ] |
| 2014 | Neil de Paula                            | Jorge Ferreira            |                                   |        |
| 2015 | Jorge Paixão                             | Antonio Costa             | Marcio Porrete                    | [ 15 ] |
| 2016 | Marquinhos Comunidade[carece de fontes?] | Rudnei Costa              | Bira Rodrigues[carece de fontes?] | [ 16 ] |
| 2017 | Marquinhos                               |                           |                                   |        |
| 2018 | Jorge Roberto dos Santos                 |                           |                                   |        |

### Intérpretes
| Período   | Intérprete oficial          | Referência |
| --------- | --------------------------- | ---------- |
| 2007      | Ney Mesquita                | [ 8 ]      |
| 2008      | Leozinho                    | [ 8 ]      |
| 2009–2010 | Ely Bento e Sidney Mesquita | [ 8 ]      |
| 2011      | Raphael Bart e Fabian Costa | [ 8 ]      |
| 2012      | Ildo Ricardo e Di Mauá      | [ 8 ]      |
| 2013–2015 | Wando Simpatia              | [ 8 ]      |
| 2016-2017 | Lid Souza                   | [ 8 ]      |

### Coreógrafo
| Ano  | Nome               | Ref.   |
| ---- | ------------------ | ------ |
| 2014 | Douglas Schinaider |        |
| 2015 | Amanda Almeida     | [ 15 ] |
| 2016 | Amanda Almeida     | [ 16 ] |
| 2017 | Amanda Almeida     |        |

### Casal de Mestre-sala e Porta-bandeira
| Ano  | Nome                          | Ref.   |
| ---- | ----------------------------- | ------ |
| 2011 | Bruno e Claudinha             | [ 19 ] |
| 2012 | Denílson e Daniele            | [ 20 ] |
| 2015 | Anderson Abreu e Eliza Xavier | [ 16 ] |
| 2016 | Anderson Abreu e Eliza Xavier | [ 16 ] |
| 2017 | Anderson Abreu e Eliza Xavier |        |

### Corte de bateria
| Ano       | Rainha           | Princesa         | Ref.   |
| --------- | ---------------- | ---------------- | ------ |
| 2014      | Beatriz Oliveira | Vitória Cristina | [ 21 ] |
| 2015-2018 | Tayná Paiva      |                  | [ 22 ] |

## Carnavais
| Ano  | Colocação              | Grupo      | Enredo | Carnavalesco                   | Referências   |
| ---- | ---------------------- | ---------- | --- | ------------------------------ | ------------- |
| 1996 | 5.º Lugar              | Grupo E    | "Na raiz da criação nasce uma escola" | Tércio de Azevedo              | .             |
| 1997 | Campeã                 | Grupo E    | "Sonhar é viver" | Oswaldo Nascimento             | [ 8 ]         |
| 1998 | Vice-campeã            | Grupo D    | "Noca do Paraíso à Portela" | Tércio de Azevedo              | [ 8 ]         |
| 1999 | 7.º Lugar              | Grupo C    | "A Rainha Ximba e o Amuleto de Quiximbi" | Carlinhos da Abolição          | [ 8 ]         |
| 2000 | 8.º Lugar              | Grupo C    | "Canta Brasil, dança Mocidade, 500 anos de felicidade" | Carlinhos da Abolição          | [ 23 ]        |
| 2001 | 10.º Lugar             | Grupo C    | "Radialismo esportivo: De Luiz Mendes a José Carlos Araújo, 60 anos de glórias" (Samba-enredo composto por Pedro Soares, Ébio Rodrigues, José Justino e Ubirajara Machado) | Elcio Pugliese                 | [ 24 ]        |
| 2002 | 10.º Lugar             | Grupo C    | "E por que não falar em flores?" | Edson Siqueira                 | [ 25 ]        |
| 2003 | 12.º Lugar (Rebaixada) | Grupo C    | "Ilê Saim à nação malê" (Samba-enredo composto por Samuel, Rocha e Sereno)                                                                                                 | Agnaldo Corrêa                 | [ 26 ]        |
| 2004 | 11.º Lugar (Rebaixada) | Grupo D    | "Sonhando, brincando, sou criança, sou o samba" | Amarildo de Mello              | [ 27 ]        |
| 2005 | 4.º Lugar              | Grupo E    | "A lenda da vitória-régia" (Samba-enredo composto por Tião do Prato, Ademar Andrade, Ricardo Rocha, Gustavo Rocha, Alexandre do Cavaco e Toinho da Rampa)                  | Luiz Fernando Oliveira         | [ 28 ]        |
| 2006 | 4.º Lugar              | Grupo E    | "Zé Keti, a voz do morro sou eu mesmo sim senhor" | Luiz Fernando Oliveira         | [ 29 ]        |
| 2007 | Campeã                 | Grupo E    | "A negritude está em festa! Um rei negro foi coroado no Quilombo Mocidade"                                                                                                 | Edson Siqueira                 | [ 30 ]        |
| 2008 | 4.º Lugar              | Grupo D    | "Astro rei, o brilho do sol ilumina meu carnaval" | Luiz de Oliveira               | [ 31 ]        |
| 2009 | 9.º Lugar              | Grupo RJ-3 | "Um grito de liberdade" | Luiz de Oliveira               | [ 32 ] [ 12 ] |
| 2010 | 13.º Lugar             | Grupo RJ-3 | "Dos cantos que encantam ao voo para um lugar mágico" | Karla Casagrande               | [ 33 ]        |
| 2011 | 12.º Lugar (Rebaixada) | Grupo D    | "Nem só de prata, nem só de ouro, Inhaúma revela seu tesouro" | Edson Siqueira                 | [ 34 ]        |
| 2012 | 6.º Lugar              | Grupo E    | "O filho do imperador, Jorginho de todos os sambas" | Luiz de Oliveira               | [ 35 ]        |
| 2013 | 9.º Lugar              | Grupo D    | "Lembranças da cinematografia infantil. Inhaúma, o filme!" | Luiz de Oliveira               | [ 36 ]        |
| 2014 | 12.º Lugar             | Grupo D    | "Essa negra fulô" | Edson Siqueira                 |               |
| 2015 | 8.º Lugar              | Série D    | "Vem brincar de Boi" | Flavio Lins                    | [ 15 ]        |
| 2016 | 5.º Lugar              | Série D    | "Optcha! Povo das estrelas" | Flavio Lins                    | [ 37 ]        |
| 2017 | 5.º Lugar              | Série D    | "Conto de fadas" | Flavio Lins                    |               |
| 2018 | 12º Lugar              | Série D    | Velho Tronco - Baobá, Olhar sobre África | Flavio Lins                    | [ 38 ]        |
| 2019 | Não Desfilou           | Série E    | A grande sinfonia da vida segundo a tradição yorubá | Galileu Santos e Sérgio Falcão | [ 39 ]        |

## Premiações
Prêmios recebidos pelo GRES Mocidade Independente de Inhaúma.
| Ano  | Prêmio              | Categoria / premiados | Divisão | Referências |
| ---- | ------------------- | --------------------- | ------- | ----------- |
| 2007 | Troféu Jorge Lafond | Campeã do Grupo E     | Grupo E | [ 40 ]      |
| 2008 | Troféu Jorge Lafond | Rainha de bateria     | Grupo D | [ 41 ]      |
| 2012 | Troféu Jorge Lafond | Homenagem especial    | Grupo E | [ 42 ]      |

- Commons